# Trojhora
Trojhora (německy Dreiberg) je neovulkanický kopec v Českém středohoří jihozápadně od Třebušína a asi devět kilometrů na severovýchod od Litoměřic.

## Geologie a geomorfologie
Vrch má podobu skalnatého hřbetu dlouhého 150 metrů. Vznikl vypreparováním hlubinného magmatického tělesa. Vyšší vrchol je tvořený limburgitem, vedlejší vrchol a nižší části hřbetu jsou ze sodalitického trachytu. Na svazích se vyskytují jevy mrazového zvětrávání jako jsou mrazové sruby, strmé skalní stěny a balvanové proudy a haldy. V geomorfologickém členění se nachází v okrsku Litoměřické středohoří, které je součástí podcelku Verneřické středohoří.

## Okolí Trojhory
Severně od ní se nachází vrch Panna (s bývalým hradem na svém vrcholu), západně masiv Dlouhého vrchu, východně Mlýnský vrch, severovýchodně pak Žižkův hrad Kalich na stejnojmenném vrchu. Na jižním úpatí Trojhory se rozkládá obec Chudoslavice, k níž také převážná část kopce katastrálně přísluší. Dalšími sídly v blízkém okolí jsou Třebušín na severovýchodě, Vinné na jihovýchodě a Staňkovice na západě. Severní a východní svahy vrchu odvodňuje Trojhorský potok, úbočí na západní a jižní straně pak potok Chudoslavický. Oba patří do povodí Lučního potoka.
Asi 300 metrů jihozápadně od vrcholu, roste u lesní cesty do Chudoslavic památný strom Buk pod Trojhorou.

## Přístup
Na vrchol vede odbočka ze žlutě značené turistické trasy z Třebušína do Staňkovic.